# Ulverton
Ulverton es un municipio canadiense situado en la provincia de Quebec.

## Superficie
Ulverton tiene una superficie de 51,27 km².

## Demografía
En 2021, tenía 433 habitantes, una densidad poblacional de 8,4 hab./km², y 214 viviendas.